# 国税厅 (韩国)
国税厅（韩语：／ Gukse-cheong */?），韩国企划财政部下属独立行政机构之一 。负责国税的征收、减免以及催缴等相关事宜。1966年3月3日设置。

## 组织

### 官员
- 厅长
  - 发言人
- 次长
  - 监査官
  - 政策宣传管理官
  - 计算信息管理官
  - 国际租税管理官

### 下属机构
| - 纳税支援课 - 法务审查局 - 稽查局 | - 个人纳税局 - 法人纳税局 - 房地产纳税局 |

### 附属机构
- 国税公务员教育院
- 国税厅技术研究所
- 国税综合咨询中心
- 地方国税厅
  - 首尔地方国税厅（所属税务署：钟路、中部、南大门、龙山、城北、西大门、麻浦、永登浦、江西、阳川、九老、铜雀、衿川、江南、三成、盘浦、瑞草、驿三、城东、东大门、道峰、江东、松坡、芦原）
  - 中部地方国税厅（所属税务署：仁川、北仁川、西仁川、南仁川、富川、安养、安山、水原、东水原、平泽、城南、利川、议政府、南杨州、高阳、坡州、始兴、东安养、龙仁、春川、洪川、原州、宁越、三陟、江陵、束草）
  - 大田地方国税厅（所属税务署：大田、西大田、清州、东清州、永同、忠州、堤川、公州、论山、保宁、瑞山、洪城、礼山、天安）
  - 光州地方国税厅（所属税务署：光州、北光州、西光州、群山、全州、北全州、益山、井邑、南原、木浦、罗州、海南、顺天、丽水）
  - 大邱地方国税厅（所属税务署：东大邱、西大邱、南大邱、北大邱、庆山、庆州、浦项、宁徳、安东、金泉、龟尾、尚州、荣州）
  - 釜山地方国税厅（所属税务署：中釜山、西釜山、釜山镇、水营、北釜山、东莱、金井、蔚山、东蔚山、马山、昌原、金海、居昌、统营、晋州、济州）